# رون روبن
رون روبن (بالعبرية: רון רובין‏) هو مؤرخ إسرائيلي، ولد في 23 أبريل 1951.